# Deathloop
Deathloop – strzelanka pierwszoosobowa wyprodukowana przez Arkane Studios i wydana 14 września 2021 na platformach PlayStation 5 i Microsoft Windows oraz 20 września 2022 na Xbox Series X/S przez Bethesda Softworks. Gra stanowi spin-off serii Dishonored.

## Rozgrywka
Do dyspozycji gracza została oddana postać kierowana z perspektywy pierwszoosobowej. W przemierzaniu obszarów oraz prowadzeniu starć może wykorzystać połączenie elementów użycia broni, gadżetów, umiejętności, skradania się czy parkouru.
Deathloop łączy w sobie elementy z innych gier tego samego wydawcy – Dishonored oraz Prey. Gracz dysponuje wieloma umiejętnościami do wykorzystania podczas walki i eksploracji świata gry, co stwarza możliwości do stworzenia „idealnej pętli” podczas rozgrywki.

## Fabuła
Gracz wciela się w postać o imieniu Colt – zabójcę uwięzionego w pętli czasowej, którego zadaniem jest zlikwidowanie ośmiu celów zwanych Wizjonerami przed wybiciem północy. Jeżeli choćby jeden z nich pozostanie w tym czasie przy życiu – pętla czasowa zostanie zresetowana, a włożony wysiłek wycofany.
Czas akcji gry rozgrywa się w dalekiej przyszłości po wydarzeniach z Dishonored: Death of the Outsider.

## Produkcja i wydanie
Deathloop zostało opracowane przez oddział Arkane Studios w Lyonie, we Francji. Reżyser gry, Dinga Bakaba, opisał grę jako „przeciwieństwo cluedo” – morderczą łamigłówkę, którą gracz musi właściwie rozwiązać w tym samym przebiegu rozgrywki po wielu próbach, podczas których mu się nie udało.
Świat gry – Blackreef – wzorowany jest na Wyspach Owczych oraz górzystym regionie Highlands w Szkocji, a styl świata przedstawionego inspirowany jest zjawiskiem swingującego Londynu oraz filmem Kryptonim U.N.C.L.E.. By uniknąć podobieństwa do świata gry Dishonored, twórcy, inspirując się filmami Mściciel oraz Zbieg z Alcatraz nadali mapom jasne kolory i wzory, by przypominały one atmosferę imprezy bez końca. Pojawiające się podczas eksploracji billboardy były wzorowane na tych z filmu Oni żyją.
Gra pierwszy raz została zaprezentowana w 2019 roku podczas targów E3, a także ujawniono szczegóły na temat gry podczas pokazu gier Sony PlayStation w czerwcu 2020, jednocześnie zapowiadając grę jako czasowy tytuł na wyłączność na platformę PlayStation 5. W sierpniu 2020 ogłoszono opóźnienie premiery gry ze względu na trwającą ówcześnie pandemię COVID-19, wyznaczając nowy termin premiery gry na 21 maja 2021. W kwietniu 2021 ponownie opóźniono premierę Deathloop uzasadniając, że „pozwoli to wykorzystać dodatkowy czas, aby w pełni osiągnąć cel: stworzyć zabawne, stylowe i oszałamiające doświadczenie gracza”, wyznaczając ostateczną datę premiery na 14 września 2021.
21 września 2020 firma Bethesda Softworks (należąca ówcześnie do przedsiębiorstwa ZeniMax Media) została przejęte przez firmę Microsoft za kwotę 7,5 miliarda dolarów i włączona do oddziału Xbox Game Studios. Szef studia Phil Spencer wydał oświadczenie, że zawarta umowa przejęcia nie wpłynie na plan wydawniczy Deathloop, a gra początkowo pojawi się jako gra na wyłączność platformy PlayStation 5, by rok po jej premierze wydać ją także na konsolę Xbox Series X/S. Wraz z premierą gry na konsolę Xbox premierę miała aktualizacja nazwana Goldenloop, wprowadzająca nowe bronie, umiejętności, rodzaje wrogów, rozszerzenie zakończenia fabularnego oraz wsparcie dla rozgrywki międzyplatformowej.

## Odbiór
Deathloop otrzymało w większości pozytywne recenzje w agregatorze Metacritic.
Gabriel Solis – redaktor magazynu Wired – napisał, że „głęboka medytacja nad czasem” pozwalała mu przez cały czas angażować się w rozgrywkę. Redakcja portalu Ars Technica skrytykowała mechanikę inwazji uważając, że postać Juliany nie zapewniała „żadnych interesujących strategii” do wykorzystania przeciwko drugiemu graczowi. Redakcja serwisu Eurogamer pochwaliła styl arystyczny, doceniając jej oparcie na fundamentach gry Dishonored, porównując go do „karnawału wyższych sfer z mocnymi nawiązaniami do Tarantino i Wolfensteina”.
IGN pochwalił sposób, w jaki każdy z obszarów w grze ewoluował w zależności od pory dnia: „zmiany te pomagają stworzyć ciągłe poczucie odkrywania przez cały dzień pętli czasu”. Redakcja bloga Rock Paper Shotgun doceniła scenariusz gry, chwaląc poczucie humoru twórców gry.
Magazyn PCGamesN pochwalił mechanikę inwazji, określając ją jako ekscytującą przerwę między wątkiem fabularnym w grze: „granie jako Julianna to świetna zabawa, wymagająca wykorzystania wiedzy o każdym poziomie, aby przewidzieć, gdzie Colt będzie próbował się ukryć”. Redakcja czasopisma PC Gamer natomiast doceniła funkcjonalność usuwania szybkich zapisów, dostrzegając, że może to zmuszać gracza do popełniania błędów podczas prowadzonej rozgrywki: „Deathloop polega na tym, co dzieje się, gdy sprawy nie idą zgodnie z planem; o panice i improwizacji; o uczeniu się na błędach i wyciąganiu wniosków z tych lekcji”.
W lutym 2023 Deathloop osiągnęło próg pięciu milionów graczy.

### Nagrody
| Rok                               | Nagroda                                                        | Kategoria | Wynik         | Źródło |
| --------------------------------- | -------------------------------------------------------------- | --------- | ------------- | ------ |
| 2021                              |                                                                |           |               |        |
| Golden Joystick Awards 2021       | Best Multiplayer Game                                          | nominacja | [ 36 ] [ 37 ] |        |
| Golden Joystick Awards 2021       | Best Performer (Jason Kelley jako Colt Vahn)                   | nominacja | [ 36 ] [ 37 ] |        |
| Golden Joystick Awards 2021       | Best Performer (Ozioma Akagha jako Juliana Blake)              | nominacja | [ 36 ] [ 37 ] |        |
| Golden Joystick Awards 2021       | PlayStation Game of the Year                                   | nominacja | [ 36 ] [ 37 ] |        |
| Golden Joystick Awards 2021       | Ultimate Game of the Year                                      | nominacja | [ 36 ] [ 37 ] |        |
| Golden Joystick Awards 2021       | Critics Choice Award                                           | wygrana   | [ 36 ] [ 37 ] |        |
| The Game Awards 2021              | Game of the Year                                               | nominacja | [ 38 ]        |        |
| The Game Awards 2021              | Best Game Direction                                            | wygrana   | [ 38 ]        |        |
| The Game Awards 2021              | Best Narrative                                                 | nominacja | [ 38 ]        |        |
| The Game Awards 2021              | Best Art Direction                                             | wygrana   | [ 38 ]        |        |
| The Game Awards 2021              | Best Score and Music                                           | nominacja | [ 38 ]        |        |
| The Game Awards 2021              | Best Audio Design                                              | nominacja | [ 38 ]        |        |
| The Game Awards 2021              | Best Performance (Jason Kelley jako Colt Vahn)                 | nominacja | [ 38 ]        |        |
| The Game Awards 2021              | Best Performance (Ozioma Akagha jako Juliana Blake)            | nominacja | [ 38 ]        |        |
| The Game Awards 2021              | Best Action Game                                               | nominacja | [ 38 ]        |        |
| 2022                              |                                                                |           |               |        |
| Game Developers Choice Awards     | Best Audio                                                     | nominacja | [ 39 ] [ 40 ] |        |
| Game Developers Choice Awards     | Innovation Award                                               | nominacja | [ 39 ] [ 40 ] |        |
| Game Developers Choice Awards     | Best Narrative                                                 | nominacja | [ 39 ] [ 40 ] |        |
| Game Developers Choice Awards     | Best Visual Art                                                | nominacja | [ 39 ] [ 40 ] |        |
| Game Developers Choice Awards     | Game of the Year                                               | nominacja | [ 39 ] [ 40 ] |        |
| 25th Annual D.I.C.E. Awards       | Outstanding Achievement in Animation                           | nominacja | [ 41 ]        |        |
| 25th Annual D.I.C.E. Awards       | Outstanding Achievement in Art Direction                       | nominacja | [ 41 ]        |        |
| 25th Annual D.I.C.E. Awards       | Outstanding Achievement in Character (Colt Vahn)               | nominacja | [ 41 ]        |        |
| 25th Annual D.I.C.E. Awards       | Outstanding Achievement in Original Music Composition          | nominacja | [ 41 ]        |        |
| 25th Annual D.I.C.E. Awards       | Action Game of the Year                                        | nominacja | [ 41 ]        |        |
| 25th Annual D.I.C.E. Awards       | Outstanding Achievement in Game Design                         | nominacja | [ 41 ]        |        |
| 25th Annual D.I.C.E. Awards       | Outstanding Achievement in Game Direction                      | wygrana   | [ 41 ]        |        |
| 25th Annual D.I.C.E. Awards       | Game of the Year                                               | nominacja | [ 41 ]        |        |
| Pégases Awards                    | Best Game                                                      | wygrana   | [ 42 ]        |        |
| Pégases Awards                    | Best Artistic Design                                           | wygrana   | [ 42 ]        |        |
| Pégases Awards                    | Best Sound Design                                              | nominacja | [ 42 ]        |        |
| Pégases Awards                    | Best Narrative Design                                          | nominacja | [ 42 ]        |        |
| Pégases Awards                    | Best Game Design                                               | wygrana   | [ 42 ]        |        |
| Pégases Awards                    | Best Game Setting                                              | wygrana   | [ 42 ]        |        |
| Pégases Awards                    | Audience Award                                                 | wygrana   | [ 42 ]        |        |
| 18th British Academy Games Awards | Best Game                                                      | nominacja | [ 43 ] [ 44 ] |        |
| 18th British Academy Games Awards | Audio Achievement                                              | nominacja | [ 43 ] [ 44 ] |        |
| 18th British Academy Games Awards | Game Design                                                    | nominacja | [ 43 ] [ 44 ] |        |
| 18th British Academy Games Awards | Music                                                          | nominacja | [ 43 ] [ 44 ] |        |
| 18th British Academy Games Awards | Original Property                                              | nominacja | [ 43 ] [ 44 ] |        |
| 18th British Academy Games Awards | EE Game of the Year                                            | nominacja | [ 43 ] [ 44 ] |        |
| 18th British Academy Games Awards | Performer in a Leading Role (Jason Kelley jako Colt Vahn)      | nominacja | [ 43 ] [ 44 ] |        |
| 18th British Academy Games Awards | Performer in a Leading Role (Ozioma Akagha jako Juliana Blake) | nominacja | [ 43 ] [ 44 ] |        |